# Zeche Freudenberg (Essen)
Die Zeche Freudenberg ist ein ehemaliges Steinkohlenbergwerk in Essen-Bredeney.  Trotz der über 170-jährigen Bergwerksgeschichte wird über das Bergwerk nur wenig berichtet.

## Bergwerksgeschichte
Am 5. Januar des Jahres 1705 wurde die Konzession für ein Grubenfeld mit drei Flözen erteilt. Das Feld befand sich gegenüber dem Stadtteil Essen-Werden. In den Jahren 1734 bis 1736 war das Bergwerk, vermutlich im Unterwerksbau, in Betrieb. In diesem Zeitraum erfolgte die Wasserhaltung mittels Handpumpen. In den Jahren 1819 bis 1825 war das Bergwerk stillgelegt. Im November des Jahres 1826 wurde begonnen, einen seigeren Schacht abzuteufen. Danach wurde das Bergwerk für mehrere Jahre nicht mehr in den Unterlagen erwähnt. Im Jahr 1848 war das Bergwerk nachweislich in Betrieb. Es waren jedoch nur geringmächtige und unregelmäßige Flöze vorhanden. Im vierten Quartal des Jahres 1855 wurde Abbau betrieben. Im Jahr 1857 war das Bergwerk nachweislich in Betrieb. Um das Jahr 1880 wurde die Zeche Freudenberg stillgelegt.